# Johnstraße (metropolitana di Vienna)
Johnstraße è una stazione della linea U3 della metropolitana di Vienna situata nel 15º distretto (Rudolfsheim-Fünfhaus).

## Descrizione
La stazione è entrata in servizio il 3 settembre 1994, nel contesto del terzo ampliamento della linea U3 di cui è stata anche il capolinea occidentale fino al 5 dicembre 1998. La stazione, sotterranea, si sviluppa su più piani e ai treni si accede da una piattaforma centrale, accessibile mediante scale mobili e ascensori, situata 21 metri sotto il livello stradale di Meiselstraße, tra Johnstraße e Kröllgasse. Ai treni si accede da una piattaforma centrale, raggiungibile con dieci scale mobili e quattro ascensori.
Da aprile 2010 nel piano rialzato è esposta la serie Übertragung (Trasferimento) dell'artista Michael Schneider, composta da 43 immagini in bianco e nero, realizzate con un misto di tecnica calcografica e xilografia, che ritraggono il contorno dei tetti delle case lungo la linea U3. Le immagini sono state stampate su lamiera verniciata di smalto poi cotta a 800°C.
Nel corridoio che porta all'uscita di Hütteldorfer Straßesi trova un grande murale smaltato che è una riproduzione moderna dell'acquarello di Felician Myrbach Frühjahrsparade auf der Schmelz im Jahr 1897 (Parata di primavera sullo Schmelz del 1897) esposto all'Heeresgeschichtliches Museum che ricorda l'antico impiego dello Schmelz come piazza d'armi.
Nei dintorni della stazione si trovano il mercato Meiselmarkt, realizzato in un ex-deposito d'acqua, il Wiener Wasserwelt, e la Haus Johnstraße per i giovani, nota anche col soprannome di Punkerhaus, aperta tra molte polemiche nel dicembre 2007.

## Ingressi
- Meiselmarkt
- Wiener Wasserwelt
- Hütteldorfer Straße
- Meiselstraße